# Forêt de Bachdjerrah
La forêt de Bachdjerrah, bois de Oued Ouchayah ou forêt des Palmiers, est une petite forêt d'Algérie située à Bachdjerrah dans la wilaya d'Alger. Cette forêt est gérée par la Conservation des forêts d'Alger (CFA) sous la tutelle de la Direction générale des forêts (DGF).

## Localisation
La forêt de Bachdjerrah est située à 18 kilomètres à l'est d'Alger, à 70 kilomètres à l'est de Tipaza et à 4 kilomètres de la Mer Méditerranée. Elle est localisée dans la commune d'Aïn Taya dans la Mitidja.

## Présentation
La forêt de Bachdjerrah est régie par le décret no 84-45 du 18 février 1984, modifié et complété par le décret no 07-09 du 11 janvier 2007.
Cette forêt est située près de la Cité les Palmiers et du Tunnel de Oued Ouchayah.

## Historique
La forêt de Bachdjerrah a été dégradée depuis l'opération de relogement de 1984 qui a permis de mettre fin aux squats et aux bidonvilles qui entouraient ce bois situé à la lisière de l'Oued Ouchayah.
Les anciens bidonvilles étaient construits aux abords de cette forêt et de cet oued,.
Depuis 1984, le bois de Oued Ouchayah a été réoccupé par des baraques dont les habitants n'ont bénéficié d'un relogement qu'après 2012. Ce relogement, achevé en 2015, a permis de récupérer cet espace forestier.

## Faune

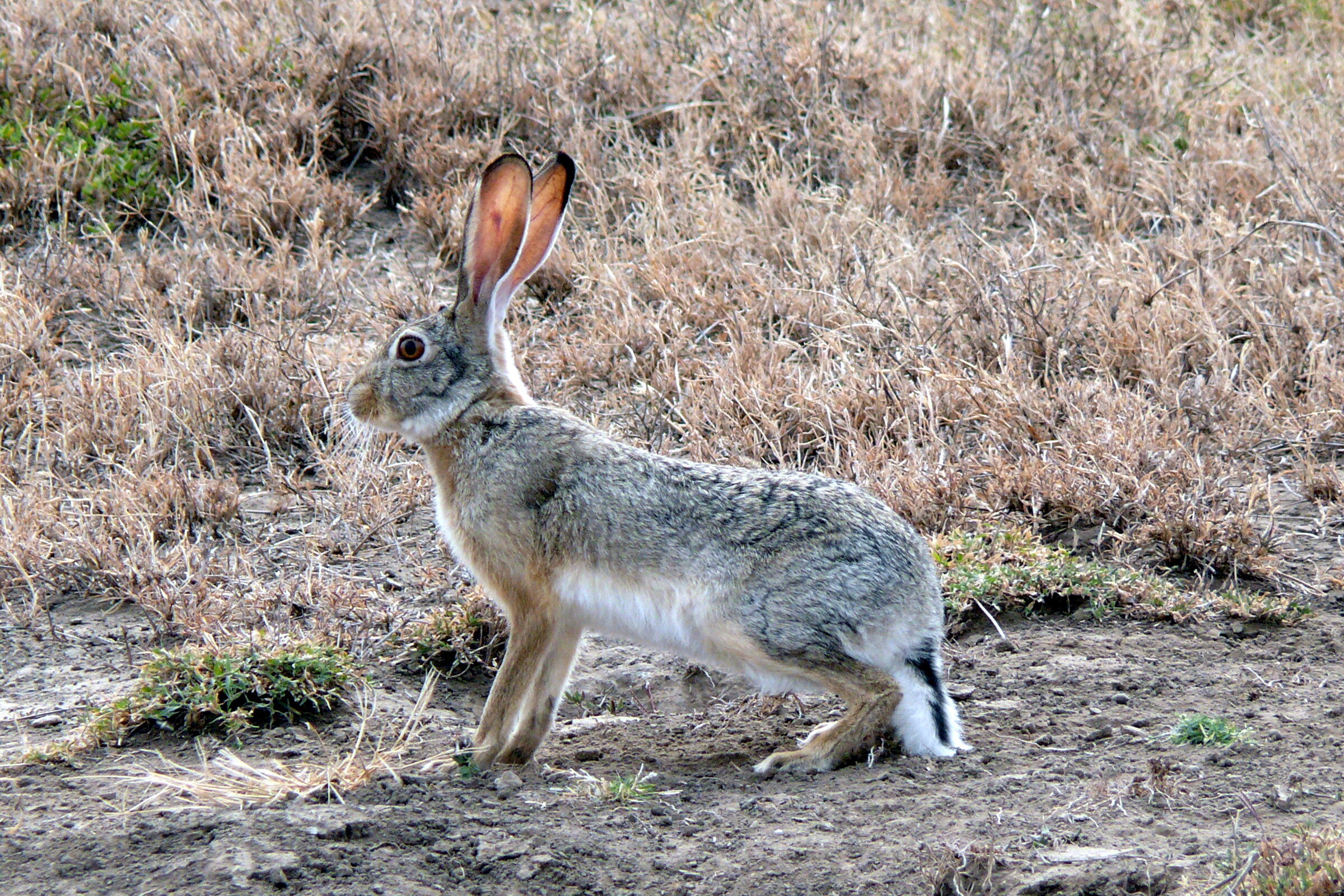
Lièvre du Cap.

Cette forêt abrite le hérisson d'Algérie (Atelerix algirus), un hérisson à ventre blanc des régions côtières d'Algérie, protégé sur tout le territoire algérien.
On y trouve également le lapin de garenne (Oryctolagus cuniculus), commun en Algérie mais en déclin, le lièvre du Cap (Lepus capensis) et le sanglier (Sus scrofa)[réf. nécessaire].